# Броварець Володимир Тимофійович
Володимир Тимофійович Броварець (лютий 1923, Мрин, Чернігівська губернія - жовтень 1943, Київ) - лейтенант Робітничо-селянської Червоної армії, учасник Другої світової війни, Герой Радянського Союзу (1943).

## Біографія
Народився у лютому 1923 року в селі Мрін (нині - Носівський район Чернігівської області України).
1941 року закінчив середню школу. У вересні 1942 був призваний на службу в Робочо-селянську Червону Армію. У січні 1943 року закінчив курси молодших лейтенантів та був спрямований на фронт Великої Вітчизняної війни. Брав участь у боях на Донському та Центральному фронтах. До серпня 1943 року лейтенант Володимир Броварець командував стрілецьким взводом 248-ї курсантської стрілецької бригади 60-ї армії Центрального фронту. Відзначився під час Курської битви та битви за Дніпро.
26 серпня 1943 року в районі села Романове Курської області Броварець першим повів своїх бійців на штурм ворожих укріплень. Під час бою у траншеї він особисто знищив 5 солдатів супротивника. У районі села Хомутівка німецькі війська спробували зупинити наступ радянських підрозділів. Разом із невеликою групою бійців Броварець підповз до німецького доту та знищив його двома гранатами, що дозволило вибити супротивника з Хомутівки. У районі села Попова Слобода у бою Броварець особисто знищив 7 солдатів супротивника. 25 вересня взвод Броварця вийшов до Дніпра в районі села Толокунь Вишгородського району Київської області Української РСР і розпочав його форсування. Захопивши плацдарм на західному березі Дніпра, взвод утримав його, що забезпечило успішну переправу радянських підрозділів. У жовтні 1943 року Броварець загинув під час боїв за Київ.
Указом Президії Верховної Ради СРСР від 17 жовтня 1943 року за «мужність та героїзм, виявлені при форсуванні Дніпра та утриманні плацдарму на його правому березі» лейтенант Володимир Броварець посмертно був удостоєний високого звання Героя Радянського Союзу. Також був нагороджений орденом Леніна. На честь Броварця названо вулицю в його рідному селі.